# Hlíva fialová

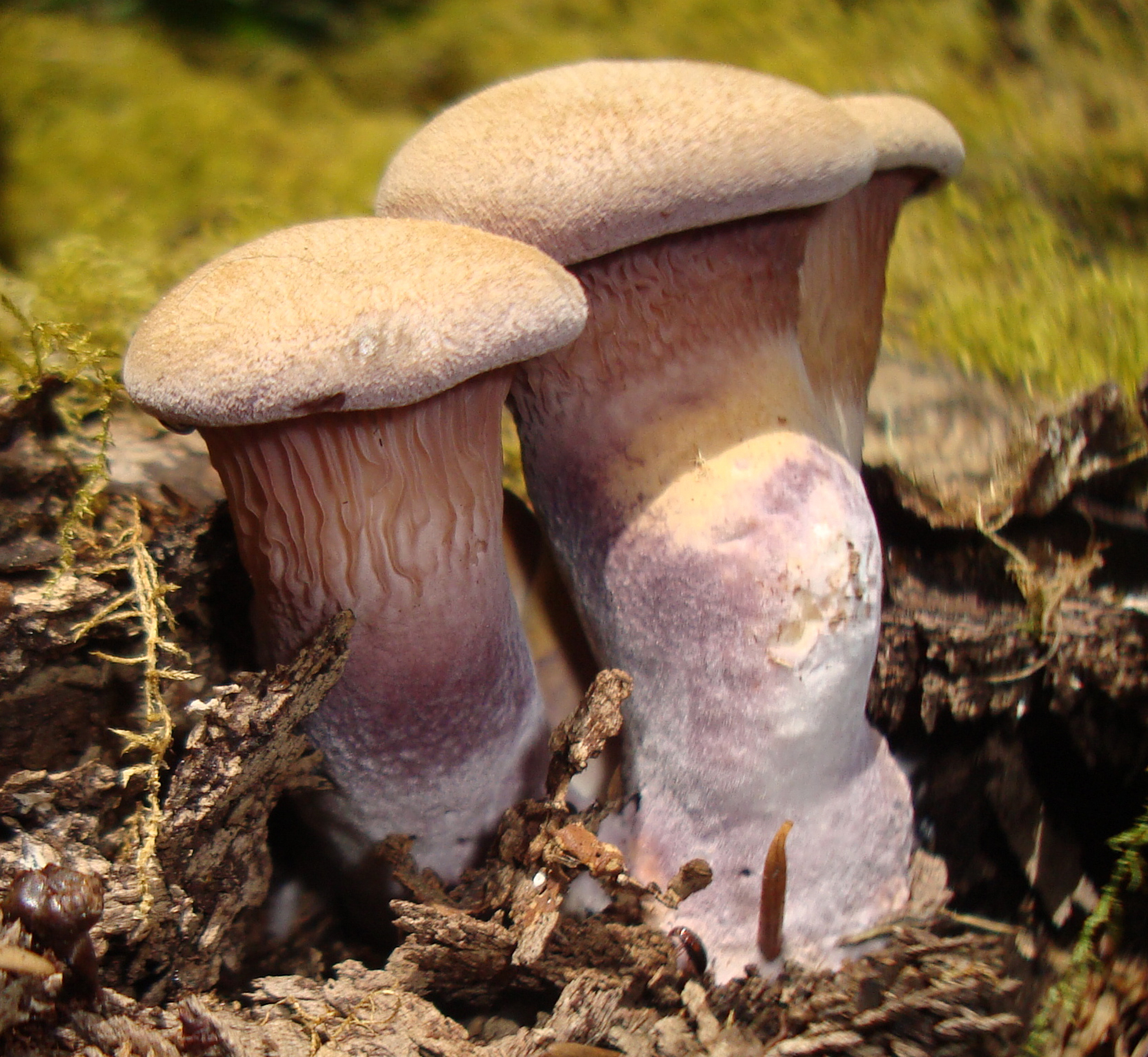
Panus conchatus

Hlíva fialová (Panus conchatus (Bull.) Fr. 1838) je nejedlá houba z čeledi chorošovitých.

## Popis
- Klobouk hlívy fialové je v mládí fialový, poté fialovo-hnědý a nakonec okrově hnědý.[2]

Tvar klobouku je nepravidelný, nálevkovitý až šklebovitý, hladký, suchý a ve stáří je lehce šupinkatý. Velikost klobouku je 3 – 15 cm v průměru. Okraje klobouku jsou často podvinuté a později zvlněné.
- Lupeny hlívy fialové jsou sbíhavé, husté a nízké. V mládí mají od krémové po fialovou barvu, později jsou okrové, ale na ostří zůstávají dlouho fialové.[4][5]
- Třeň je dlouhý 2–5 cm a 1,5–3 cm tlustý. Většinou postranní a jemně chlupatý. Ve stáří hladký. V mládí je nafialovělý později světle okrový, na bázi je bíle plstnatý.[4][5]
- Chuť a vůně je nevýrazná.
- Dužina je bílé barvy a velice tuhá.
- Výtrusy jsou elipsovité, hladké 5,7 – 6,5 x 2,5 – 3,5 µm velké. Výtrusný prach je bělavé barvy.[6][4]

## Výskyt
Nachází se na severní polokouli, vyskytuje se také v Evropě, Asii i Severní Americe. Roste nepříliš hojně na pařezech listnáčů, především buků a bříz, vzácněji i jiných druhů. Nalezneme ji v trsech nebo jednotlivě v nížinách, ale i pahorkatinách. Často roste na ochuzené kyselé půdě. Fruktifikuje od července od listopadu.

## Využití
Pro příliš tuhou dužinu je nejedlá.

## Synonyma
- hlíva škeblovitá (Antonín 2006)
- húževnatec (Marhold-Hindák 1998)
- Agaricus carneotomentosus L. 1753
- Agaricus carnosus Bolton 1791
- Agaricus conchatus Bull. 1787
- Agaricus flabelliformis Schaeff. 1774
- Agaricus fornicatus Pers. 1801
- Agaricus inconstans Pers. 1800
- Agaricus torulosus Pers. 1801
- Lentinopanus conchatus (Bull.) Pilát 1941
- Lentinus bresadolae Schulzer 1885
- Lentinus cochnatus (Bull.) Schroet. 1889
- Lentinus conchatus Mont. 1856
- Lentinus inconstans (Pers.) Fr. 1836
- Lentinus obconicus Peck 1906
- Pocillaria conchata (Bull.) Kuntze 1891
- Pocillaria percomis (Berk. & Broome) Kuntze 1891
- Pocillaria vaporaria (Bagl.) Kuntze 1898[3]